# Liste des champions du monde français de karting
Cette page présente la liste des pilotes français ayant remporté un titre de champion du monde de karting décerné  par la Commission internationale de karting, dans l'une des différentes catégories attribuant ce titre.
Les vainqueurs de certaines Coupe du monde ont été ajoutés à cette liste, lorsque l'épreuve disputée était l’unique épreuve mondiale, et avait valeur de Championnat du monde. C’est le cas notamment de la Coupe du monde Juniors organisée de 1970 à 1996.
Douze titres ont été remportés depuis 1973 par douze pilotes différents dans cinq catégories appartenant aux 3 grandes disciplines du karting.
Seuls Éric Gassin, Arnaud Kozlinski et Jérémy Iglesias ont remporté le titre dans la catégorie reine de leur discipline.

## karts sans boîte de vitesse

### Catégorie reine
Ce championnat du monde, le plus ancien du karting, est organisé depuis 1964. Les appellations de la catégorie-reine ont été :
- de 1964 à 1980 : Kart
- de 1981 à 1992 : Formule K
- de 1993 à 2002 : Formule Super A
- de 2003 à 2006 : Formule A
- de 2007 à 2008 : KF1
- 2009 : Super KF
- 2010 : KF2
- de 2011 à 2012 : KF1
- de 2013 à 2015 : KF
- depuis 2016 : OK

| Année | Catégorie | Pilote           | Lieu  | Châssis | Moteur |
| 2009  | Super KF  | Arnaud Kozlinski | Macao | CRG     | Rotax  |

### Seconde catégorie
Entre 1988 et 2000, la CIK a attribué un titre de champion du monde dans une seconde catégorie dont l'appellation était  :
- de 1988 à 1989 : Supercent
- de 1990 à 2000 : Formule A.

| Année | Catégorie | Pilote                 | Lieu        | Châssis  | Moteur |
| 1988  | Supercent | Emmanuel Collard       | Laval       | Kali     | Rotax  |
| 1993  | Formule A | David Terrien          | Laval       | Sodikart | Rotax  |
| 1996  | Formule A | Jean-Christophe Ravier | Lonato      | Tony     | Vortex |
| 1999  | Formule A | Franck Perera          | Mariembourg | Tony     | Vortex |

### Juniors
Entre 1970 et 1996, la CIK a organisé chaque année une Coupe du monde Juniors réservée aux pilotes âgés de moins de 18 ans. Cette compétition étant l'unique compétition mondiale Juniors de cette période, on peut l'assimiler à un Championnat du monde.
À partir de 2010, la CIK attribue un titre de Champion du monde Juniors dans la catégorie dont l'appellation est :
- de 2010 à 2012 : U18
- de 2013 à 2015 : KF Junior
- depuis 2016 : OK Junior

| Année                | Catégorie | Pilote             | Lieu         | Châssis  | Moteur  |
| Coupe du Monde       |           |                    |              |          |         |
| 1973                 | Juniors   | Alain Prost        | Oldenzaal    | Taifun   | Parilla |
| 1990                 | Juniors   | Jérémie Dufour     | Lonato       | Dino     | Rotax   |
| 1991                 | Juniors   | Sébastien Philippe | Laval        | Sodikart | Dino    |
| Championnat du monde |           |                    |              |          |         |
| 2016                 | OK Junior | Victor Martins     | Sakhir       | Kosmic   | Parilla |
| 2018                 | OK Junior | Victor Bernier     | Kristianstad | Kosmic   | Parilla |

## karts 125 avec boîte de vitesse
Dans cette discipline, le titre mondial n'a été décerné chaque année que dans une seule catégorie. Entre 1983 et 2000, il s'agissait d'un championnat du monde. Puis il a été remplacé entre 2003 et 2012 par une Coupe du monde avant de retrouver l'appellation Championnat du monde à partir de 2013. La catégorie dans laquelle il se dispute a pour appellation :
- de 1983 à 2000 : Formule C
- de 2001 à 2002 : non organisé
- de 2003 à 2006 : Super ICC
- de 2007 à 2012 : KZ1
- depuis 2013 : KZ

| Année | Catégorie | Pilote          | Lieu   | Châssis   | Moteur |
| 2020  | KZ        | Jérémy Iglesias | Lonato | Formula K | TM     |

## karts 250 avec boîte de vitesse
La CIK a attribué un titre de Champion du monde dans cette discipline entre 1983 et 1995.
| Année | Catégorie | Pilote      | Lieu                                | Châssis | Moteur |
| 1987  | Superkart | Éric Gassin | Silverstone / Nürburgring / Le Mans | Nissag  | Rotax  |